# Duke Ellington's Jazz Violin Session
Albums de Duke Ellington
The Symphonic Ellington
(1963) Serenade To Sweden
(1963)
Duke Ellington's Jazz Violin Session est un album du pianiste et compositeur Duke Ellington enregistré en 1963 mais seulement sortit chez Atlantic en 1976. Dans cet album l'orchestre d'Ellington joue avec Stephane Grappelli et Svend Asmussen.

## Réception
La critique sur AllMusic de Thom Jurek donne 3½ étoiles à l'album et juge que « l’interaction entre les solistes et le groupe est douce, dansante et totalement gracieuse et élégante. Il ressort une tendresse enjouée de cet ensemble qui frise le sentimentalisme sans jamais y aller,. » 

## Pistes
Toute la musique est composée par Duke Ellington sauf exceptions mentionnées.
| No  | Titre                         | Auteur                                       | Durée |
| --- | ----------------------------- | -------------------------------------------- | ----- |
| 1.  | Take the "A" Train            | Billy Strayhorn                              | 4:22  |
| 2.  | In a Sentimental Mood         | Ellington, Manny Kurtz (en), Irving Mills    | 3:47  |
| 3.  | Don't Get Around Much Anymore | Ellington, Bob Russell (en)                  | 3:58  |
| 4.  | Day Dream                     | Ellington, Strayhorn                         | 3:11  |
| 5.  | Cotton Tail (en)              |                                              | 4:39  |
| 6.  | Pretty Little One             | Strayhorn                                    | 4:25  |
| 7.  | Tricky's Licks                |                                              | 3:18  |
| 8.  | Blues in C                    |                                              | 3:54  |
| 9.  | String Along With Strings     |                                              | 6:26  |
| 10. | Limbo Jazz                    |                                              | 5:25  |
| 11. | The Feeling of Jazz           | Ellington, George T. Simon (en), Bobby Troup | 3:22  |

## Musiciens
- Duke Ellington – piano
- Stephane Grappelli, Ray Nance - violon
- Svend Asmussen - alto
- Buster Cooper (en) - trombone
- Russell Procope - saxophone alto
- Paul Gonsalves - saxophone ténor
- Billy Strayhorn - piano
- Ernie Shepard - Contrebasse
- Sam Woodyard - Batterie